# Тарабей, Ник
Ник Тарабей (англ. Nick Tarabay, 28 августа 1975, Бейрут) — американский актёр известный по роли Ашура в телесериале «Спартак: Кровь и песок» производства телеканала Starz. Карьеру киноактёра начал в 1998 году, снявшись в телесериале «Секс в большом городе», позже в сериале «Клан Сопрано». Снялся в фильме «Стартрек: Возмездие».

## Биография
Ник Тарабей родился в 1975 году в Бейруте. После окончания школы эмигрировал в Нью-Йорк. В 2004 году переехал в Лос-Анджелес, где поступил на курс Ларри Мосса.